# Ocotea racemiflora
Ocotea racemiflora är en lagerväxtart som beskrevs av Cyrus Longworth Lundell. Ocotea racemiflora ingår i släktet Ocotea och familjen lagerväxter. Inga underarter finns listade i Catalogue of Life.